# Zelotes jocquei
Zelotes jocquei är en spindelart som beskrevs av FitzPatrick 2007. Zelotes jocquei ingår i släktet Zelotes och familjen plattbuksspindlar.
Artens utbredningsområde är Kenya. Inga underarter finns listade i Catalogue of Life.